# Washington Nationals
Washington Nationals (popularnie The Nats) – amerykańska drużyna baseballowa z siedzibą w Waszyngtonie, grająca we wschodniej dywizji National League.

## Historia
Klub powstał w 1969 jako Montreal Expos i był pierwszym kanadyjskim zespołem w Major League Baseball. W 2004 po tym jak ówczesny właściciel Expos Jeffrey Loria nabył klub Florida Marlins i przeniósł cały sztab szkoleniowy do Miami, zarząd ligi oficjalnie poinformował o przeniesieniu siedziby z Montrealu do Waszyngtonu; nazwę klubu zmieniono na Nationals.
Pierwszy mecz Nationals rozegrali 15 kwietnia 2005 roku przeciwko Arizona Diamondbacks na RFK Stadium, stadionie, na którym zespół grał przez trzy lata. Od 2008 Nationals występują na nowym obiekcie Nationals Park, mogącym pomieścić 41 tysięcy widzów. W sezonie 2012 zespół po raz pierwszy od 1981 awansował do postseason, jednak uległ w National League Division Series St. Louis Cardinals 2–3.
W sezonie 2019 Washington Nationals pokonali w World Series Houston Astros 4–3 i po raz pierwszy w historii klubu zdobyli mistrzowski tytuł. Były to pierwsze w historii MLB World Series, w których wszystkie mecze wygrały drużyny przyjezdne.

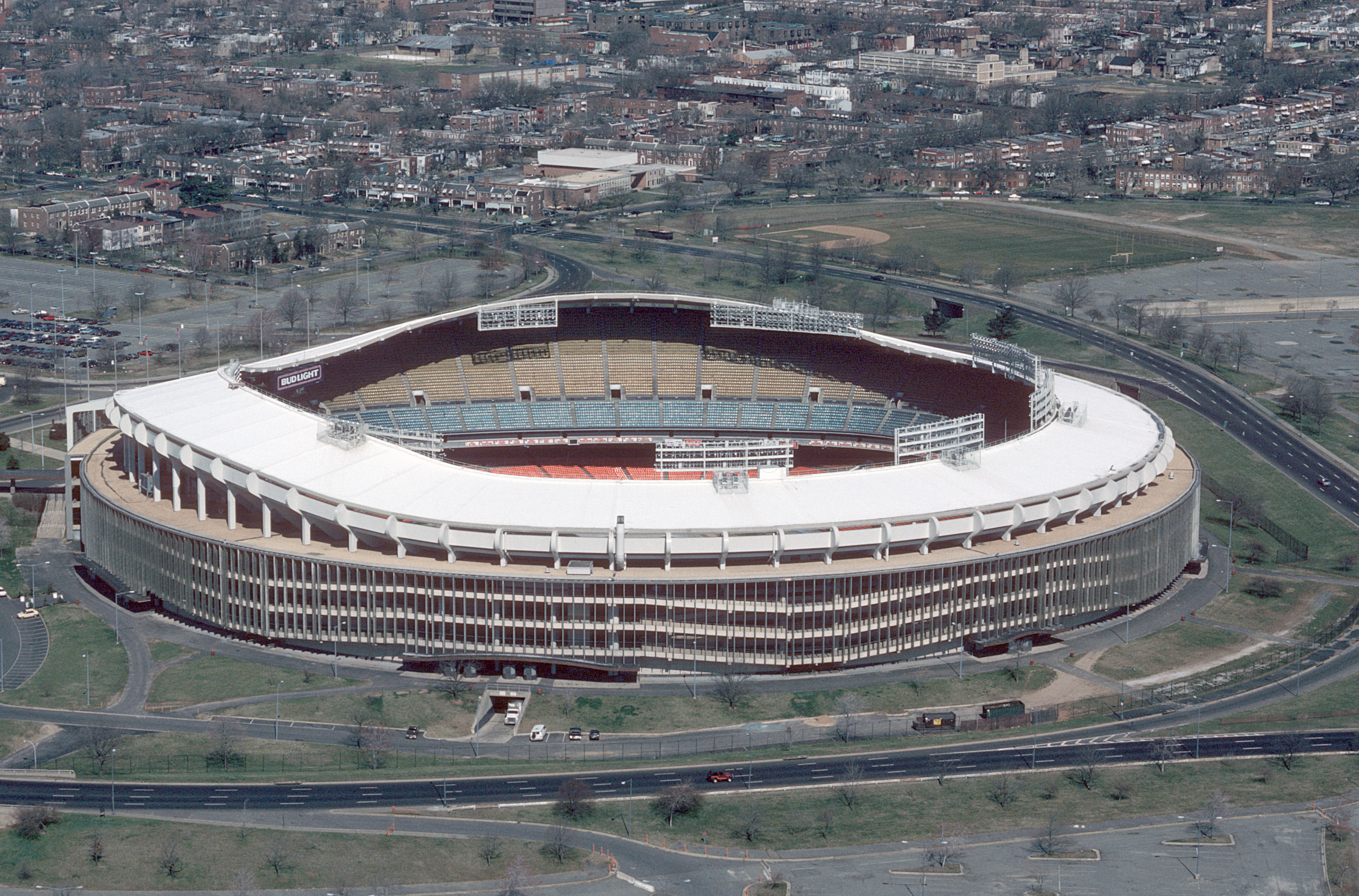
RFK Stadium.

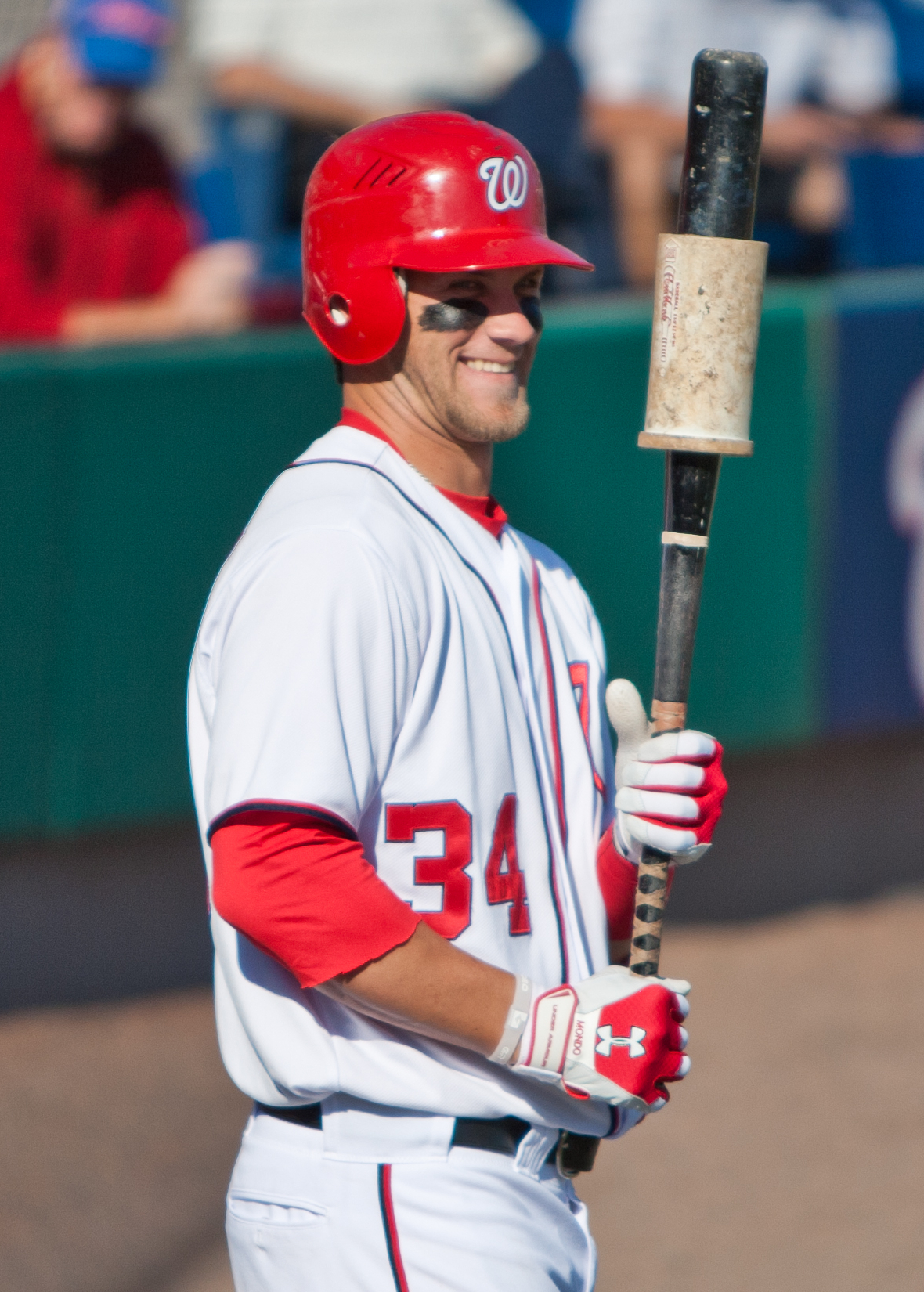
Bryce Harper, najlepszy debiutant sezonu 2012.

## Sukcesy
| Tytuł                               | Liczba | Rok                          |
| ----------------------------------- | ------ | ---------------------------- |
| World Series                        | 1      | 2019                         |
| National League Championship Series | 1      | 2019                         |
| National League East Division       | 5      | 1981, 2012, 2014, 2016, 2017 |

## Zastrzeżone numery
Od 1997 numer 42 zastrzeżony jest przez całą ligę ku pamięci Jackie Robinsona, który jako pierwszy Afroamerykanin przełamał bariery rasowe w Major League Baseball.
| Jackie Robinson 2B Zastrzeżony w 1997 |